# Fred Joseph
Alfred Ludwig Johann Joseph, genannt Fred (* 18. Oktober 1911 in Luzern; † 21. Januar 1943 in Auschwitz), war ein bekannter Pfadfinder, der im KZ Auschwitz umgebracht wurde.

## Leben
Geboren wurde Fred Joseph am 18. Oktober 1911 als Sohn von Alfred Joseph und Margarete Joseph (geb. Putz) in Luzern. 1916 zog er mit seiner Familie nach Würzburg, wo er in der Bibrastraße 2 wohnte. In Würzburg wurde er zusammen mit seinem Bruder Hans Berthold Joseph zunächst Teil des Rhönklub, der 1933 verboten wurde. Dann trat er 1934 dem DPSG-Stamm „Eyseneck“ bei. Im Laufe seines Lebens setzte er sich immer für die Pfadfinder ein und hörte auch nicht mit den Gruppenstunden auf, als die Nationalsozialisten die Pfadfinder verboten. Daraufhin wurde er zweimal verhaftet. Verlobt war Fred Joseph mit Ruth Sehrbundt. In Würzburg machte er ein Praktikum in der Adler-Apotheke. Danach begann er ein Studium der Chemie. Sein Arbeitgeber, der Jude war, floh, woraufhin Fred Joseph seinen Job verlor. Daher zog er im Jahre 1937 nach Pforzheim, wo er unter schwierigen Umständen einen Pfadfinderstamm gründete. Im November 1942 besuchte Fred Freunde in Würzburg und wurde dort verhaftet. Am 3. Dezember 1942 wurde er ins KZ Auschwitz deportiert, wo er am 21. Januar 1943 ermordet wurde. Die Urteilsbegründung für die Deportation lautete unter anderem „Weiterführung einer verbotenen Organisation und Bildung von Elitetruppen der Jugend in der Kirche gegen den Staat“. Ein Hintergedanke wird sicher auch das jüdische Bekenntnis seines Vaters gewesen sein, obwohl Fred Joseph selbst überzeugter Christ war. Seine Gedanken und insbesondere viele Gedichte und Gebete hielt er in seinem Tagebuch fest.

## Werke
- Tagebuch : Fred Joseph – ein Pfadfinder im Widerstand gegen die NS-Diktatur Deutsche Pfadfinderschaft St. Georg, Würzburg 2006

## Würdigung

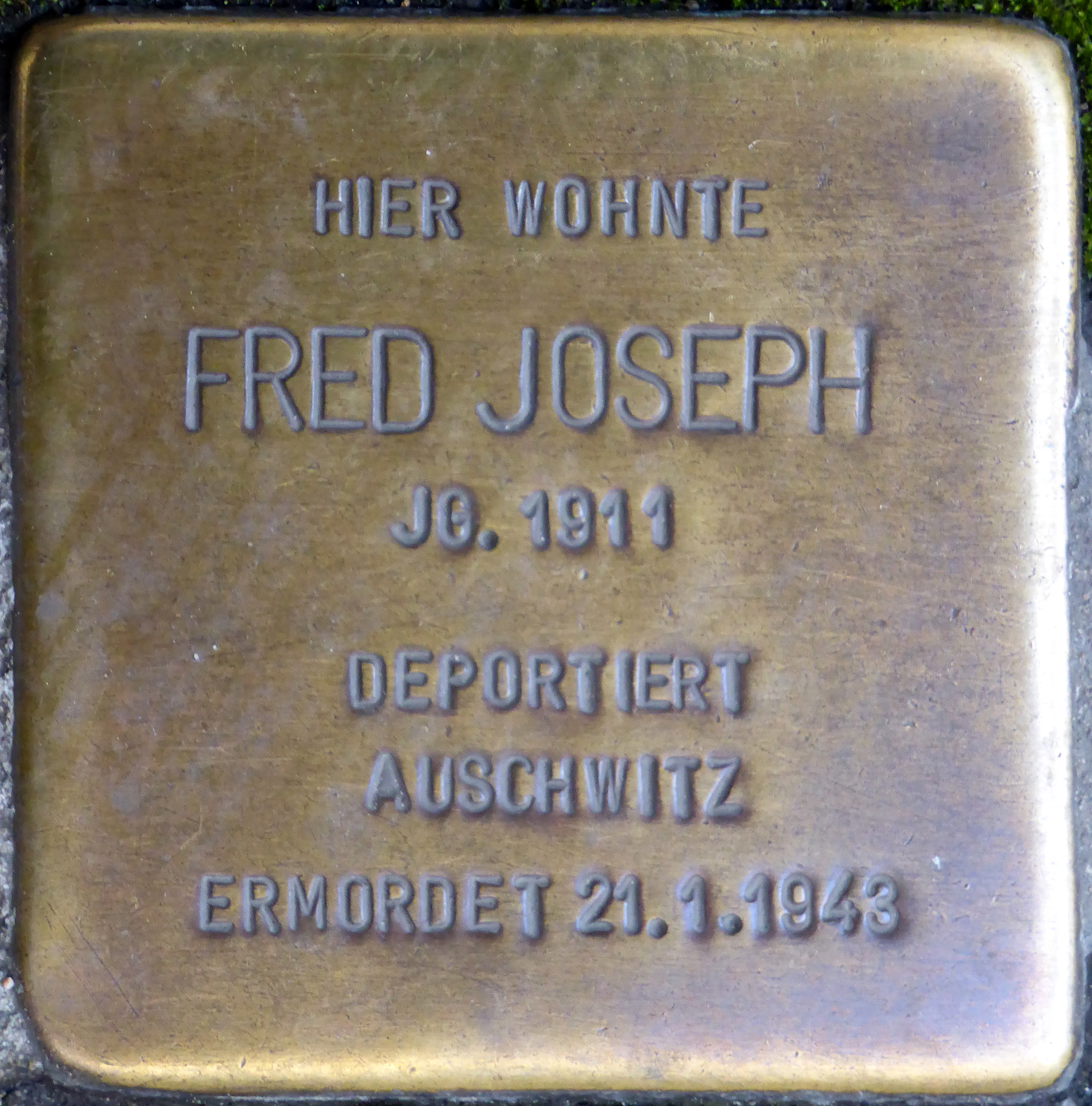
Freds Stolperstein in Würzburg

Heutzutage gibt es einige Denkmäler für Fred Joseph. Insbesondere hängt in Würzburg eine Gedenktafel am nach ihm benannten Fred-Joseph-Platz. Ein Stolperstein an der Stelle seines einstigen Wohnhauses in Würzburg erinnert an ihn. In Würzburg und Gifhorn sind Pfadfinderstämme nach dem bekannten Pfadfinder benannt.
Die katholische Kirche hat Fred Joseph im Jahr 1999 in das deutsche Martyrologium des 20. Jahrhunderts aufgenommen.